# Sonja Radatz
Sonja Radatz (* 1969) ist Herausgeberin der "Relationalen Management"-Zeitschrift LO Lernende Organisation und Eigentümerin und Geschäftsführerin des Instituts für Relationale Beratung und Weiterbildung in Wien.

## Leben und Wirken
Radatz studierte Handelswissenschaften an der Wirtschaftsuniversität Wien. Von Januar 1991 bis Januar 1993 war sie im Bereich Marketing der UniCredit Bank Austria tätig, danach von April 1993 bis Dezember 1997 beim Wirtschaftsförderungsinstitut (WIFI) der Wirtschaftskammer Österreich als Unternehmensberaterin und Trainerin, später als Führungskraft.
1998 begründete sie den Relationalen Ansatz und ihr eigenes Unternehmen, das Institut für Relationale Beratung und Weiterbildung (IRBW) in Wien. 2001 veranstaltete sie den 1. Weltkongress für systemisches Management in Wien und gründete die Relationale Management-Zeitschrift LO Lernende Organisation. 2003 wurde ihr der Deutsche Preis für Gesellschafts- und Organisationskybernetik für ihr Lebenswerk verliehen. Ab 2001 wurde sie neben ausgedehnter Publikationstätigkeit als Gastdozentin an zahlreiche Universitäten eingeladen.

## Relationaler Ansatz
Der Relationale Ansatz wurde 2001 von Radatz begründet und 2013 als Wortmarke „Relationaler Ansatz von Dr. Sonja Radatz“ beim Österreichischen Patentamt angemeldet. Der Relationale Ansatz geht davon aus, dass unsere Wirklichkeit nicht an sich, sondern durch unsere Relationen, also unseren Beziehungen zu unserer Umwelt entsteht. Er leitet daraus Gestaltungs- und Handlungsmöglichkeiten für Menschen (lebende Systeme) und soziale Systeme (Familien, Städte, Staaten, Vereine, Unternehmen etc.) ab.
Der Relationale Ansatz setzt sich aus zwei Begriffen zusammen: Relation (lat. relatio „das Zurücktragen“) ist ein anderes Wort für Beziehung. Ansatz wird hier in seiner Bedeutung als Denkmodell, als Erklärungsprinzip verstanden.

## Werke

### Eigene Werke
- 1996: Kleine Unternehmen ganz groß in der EU – Österreichische Unternehmen, Wien: Ueberreuter Verlag
- 1997: Kleine Unternehmen ganz groß in der EU – Deutsche Unternehmen, Wien: Ueberreuter Verlag
- 2001: Beratung ohne Ratschlag, Wien: Verlag Systemisches Management
- 2002: LOB – Lösungsorientierte Kurzzeitberatung in der OE (mit Kerstin Kowanitsch), Research Summary No. 1, Wien: Verlag Systemisches Management.
- 2003: Creative Knowledge Feedback, Research Summary No. 2, Wien: Verlag Systemisches Management
- 2004: Das Kegelorganigramm, Research Summary No. 3, Wien: Verlag Systemisches Management
- 2004: Neue Wege im Outplacement, Research Summary No. 4, Wien: Verlag Systemisches Management
- 2006: Einführung in systemisches Coaching, Heidelberg: Carl Auer Verlag, ISBN 978-3-89670-519-8.
- 2006: Coaching-Grundlagen für Führungskräfte, Wien: Verlag Systemisches Management, ISBN 978-3-902155-03-0.
- 2007: Leidensweg Beruf – Denn Sie müssen nicht, was Sie tun (mit O. Bartels), Wien: literatur-vsm, ISBN 978-3-902155-04-7.
- 2007: Interrelationales Konfliktmanagement (mit E. Balmer und F. B. Simon), Research Summary No. 7, Wien: Verlag Systemisches Management
- 2009: Veränderung verändern. Das Relationale Veränderungsmanagement, Wien: literatur-vsm, ISBN 978-3-902155-11-5.
- 2011: Wie Organisationen das Lernen lernen, Hohenweiler: Verlag Schneider, ISBN 978-3-8340-0795-7.
- 2012: Relationales Coaching in der Praxis. Kaiserslautern: TU Kaiserslautern (Fernstudienlehrgang)
- 2012: Relationale Toolbox. 100 Kärtchen. Wien, Verlag Relationales Management, ISBN 978-3-200-02819-7
- 2013: Relationales Mitarbeitercoaching und Mitarbeiterbegleitung, Wien: literatur-vsm, ISBN 978-3-902155-17-7.
- 2014: Das Ende allen Projektmanagements, Wien: Verlag Relationales Management, ISBN 978-3-200-03208-8.
- 2014: Trendbuch 2014, Wien: Verlag Relationales Management, ISBN 978-3-200-03616-1.
- 2015: Gestalten Sie. Sonst werden Sie gestaltet, 2015, München: Kösel Verlag, ISBN 978-3-466-31052-4.
- 2018: Einfach beraten. Das neue Coaching-Standardwerk. Wien: Verlag Relationales Management, ISBN 978-3-9504559-0-8
- 2018: Die Einfach beraten Relationale Coaching-Toolbox. Wien: Verlag Relationales Management, ISBN 978-3-9504559-3-9

### Wissenschaftliche Studien
- 2010: Der Beitrag interrelationaler Interventionen in schwierigen Arzt-Patientenbeziehungen (Auftragsstudie in Österreich an 140 praktischen und Fachärzten)
- 2011: Infolge – Wissenschaftliche Studie zur erfolgreichen Fortführung von Unternehmen und Management-Verantwortungen (Auftragsstudie)

### Buchbeiträge
- 2005: Re-Culturing, in: Rusch, G.: Konstruktivistische Ökonomik. metropolis Verlag
- 2005: Evolutionäre Organisationsberatung, in: Mohe, M.: Innovative Beratungskonzepte. Rosenberger Fachverlag
- 2006: Coaching als Führungskraft, in: Schriftenreihe der Sicherheitsakademie Österreich: Führungskonzepte im öffentlichen Dienst.
- 2010: Wie „gutes“ Leadership Development entsteht, in: Arnold, R.: Veränderung durch Selbstveränderung. Schneider Verlag.
- 2011: Relationale Unternehmensführung: Das Verbindende zwischen harten und weichen Faktoren, in: Riehle, interformations 2011.
- 2012: Systemisches Coaching, in: Lexikon des Systemischen Arbeitens. Carl-Auer-Verlag.
- 2018: Die Kunst Relationalen Coachings, in: Paul Watzlawick 4.0 Reloaded. Facultas Verlag.

### Als Herausgeberin
- 2003: Evolutionäres Management, Wien: Verlag Systemisches Management
- 2005: Wie Change gelingt, Research Summary No. 5, Wien: Verlag Systemisches Management
- 2006: Interrelationale Personalentwicklung, Research Summary No. 6, Wien: Verlag Systemisches Management

## Auszeichnungen
- Preis für Gesellschafts- und Organisationskybernetik, 2003